# Jack Iredale
Jack Henry Stewart Iredale (Greenock, 2 maggio 1996) è un calciatore australiano, difensore dell'Hibernian.

## Biografia
Nato in a Greenock, in Scozia, si trasferì all'età di tre anni prima in Nuova Zelanda e poi in Australia. È stato operato tre volte al legamento crociato anteriore tra i 15 e i 18 anni.

## Carriera

### Club
Cresciuto calcisticamente nel settore giovanile del Perth Glory, non riesce a debuttare in prima squadra e nel 2017 si trasferisce in Scozia al Greenock Morton, club di Scottish Championship e club della sua città natale. Dopo un prestito iniziale al Queen's Park, fa ritorno al club e disputa due stagioni prima di trasferirsi in Inghilterra al Carlisle Utd, in Football League Two. La stagione seguente passa al Cambridge Utd, con cui ottiene la promozione in Football League One. Nella stagione 2021-2022 si mette in luce e viene prelevato dal Bolton, con cui vince l'EFL Trophy. Nel 2024 torna in Scozia, tra le file dell'Hibernian, in Scottish Premier League. Con gli Hibs segna la sua prima rete stagionale in occasione del Derby di Edimburgo, che gli vale anche il premio di PFA Scotland goal of the season.

### Nazionale
Vanta 5 presenze con la rappresentativa giovanile australiana Under-17.

## Palmarès

### Club

#### Competizioni nazionali
- English Football League Trophy: 1

Bolton 2022-2023